# Distrikt Conchamarca
Der Distrikt Conchamarca liegt in der Provinz Ambo in der Region Huánuco in Zentral-Peru. Der Distrikt wurde am 5. September 1940 gegründet. Er hat eine Fläche von 109 km². Beim Zensus 2017 wurden 4734 Einwohner gezählt. Im Jahr 1993 lag die Einwohnerzahl bei 4625, im Jahr 2007 bei 5855. Sitz der Distriktverwaltung ist die 2226 m hoch gelegene Ortschaft Conchamarca mit 422 Einwohnern (Stand 2017). Conchamarca befindet sich 10,5 km nördlich der Provinzhauptstadt Ambo.

## Geographische Lage
Der Distrikt Conchamarca liegt in der peruanischen Zentralkordillere im äußersten Norden der Provinz Ambo. Der Río Huallaga durchquert den Distrikt in nördlicher Richtung teilt ihn in einen westlichen und in einen östlichen Teil. Der westliche Teil wird im Norden von der Quebrada Ñausilla begrenzt.
Der Distrikt Conchamarca grenzt im Norden an die Distrikte Pillco Marca und Amarilis (beide in der Provinz Huánuco), im Osten an den Distrikt Molino (Provinz Pachitea) sowie im Süden an die Distrikte Tomaykichwa, Ambo und Huácar.

## Ortschaften
Im Distrikt gibt es neben dem Hauptort folgende größere Ortschaften:
- La Libertad
- Magapash (302 Einwohner)
- Ñausilla
- Ñauza (520 Einwohner)
- Quicacan (589 Einwohner)
- San Miguel de Rancay
- San Pedro de Cumbe
- Unguymaran (298 Einwohner)